# Tmarus orientalis
Tmarus orientalis là một loài nhện trong họ Thomisidae.
Loài này thuộc chi Tmarus. Tmarus orientalis được Ehrenfried Schenkel-Haas miêu tả năm 1963.